# Amphiblemma ciliatum
Amphiblemma ciliatum är en tvåhjärtbladig växtart som beskrevs av Célestin Alfred Cogniaux. Amphiblemma ciliatum ingår i släktet Amphiblemma och familjen Melastomataceae. Inga underarter finns listade i Catalogue of Life.